# 보톨라
보톨라 프로 1(아랍어: البطولة المغربية, Botola Pro 1)은 모로코의 최상위 프로 축구 리그이다. 1956년에 창설되었으며 현재는 16개 팀이 참여하고 있다.

## 2024–25 시즌 참가팀
- 샤바브 아틀라스 케니프라
- 샤바브 리프 알호세이마
- 디파 엘자디디
- FAR 라바트
- 파흐 유니온 스포츠
- 하사니아 아가디르
- 이티하드 케미세트
- KAC 케니트라
- 카우카브 마라케시
- MAS 페스
- 모그레브 테투안
- 올림피크 사피
- 올림피크 코우리가
- 라자 카사블랑카
- 나흐닷 베르켄
- 위다드 카사블랑카